# گرده‌افشانی دستی

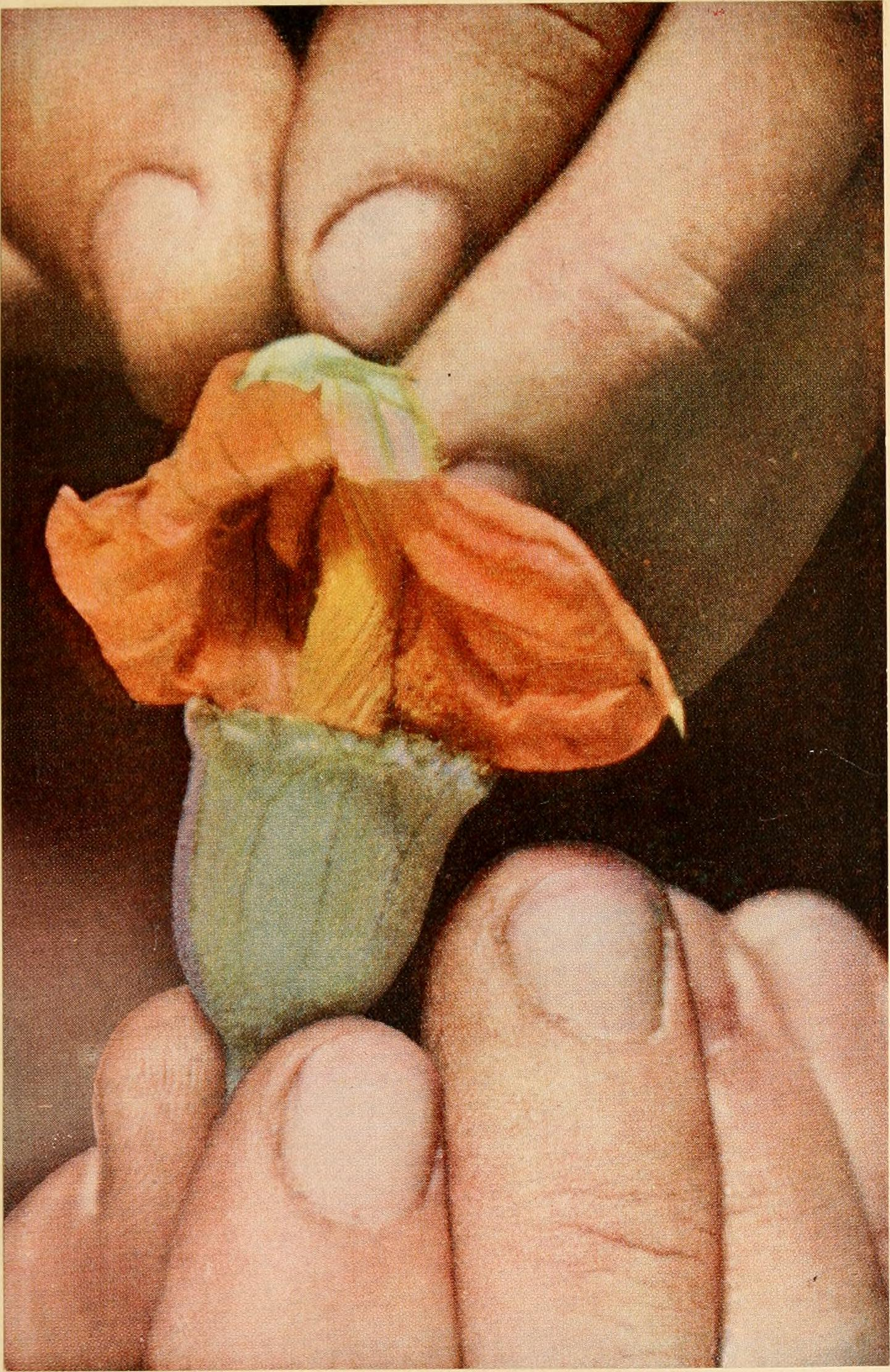
گرده افشانی دستی دو شکوفه کدو

گرده‌افشانی دستی (به انگلیسی: Hand pollination) که با عنوان گرده‌افشانی مکانیکی نیز شناخته می‌شود، تکنیکی است که می‌تواند برای گرده‌افشانی گیاهان در زمانی که گرده‌افشانی طبیعی یا گرده‌افشانی باز نامطلوب یا ناکافی باشد، استفاده شود.